# Bataille de la pointe d'Italie
Il est de tradition de considérer que la première bataille navale remportée par Rome est celle de Mylae, livrée en -260, pendant la première guerre punique. Il apparait pourtant, à la lecture de l'Histoire de Polybe, que la bataille de Mylae (Milazzo) a été précédée quelques jours plus tôt par un affrontement, que l'historien grec localise, sans autre précision, à la pointe d'Italie, et lors duquel une flotte carthaginoise est mise en déroute.
Aux termes du récit de Polybe (1-21), l'amiral punique Hannibal Gisco, dont les forces navales ont anéanti une première expédition romaine à Lipari en Sicile, apprend qu'une nouvelle flotte ennemie cingle vers l'île. Désireux de reconnaître la puissance et les intentions de l'escadre adverse, il se porte à sa rencontre avec cinquante galères. Surpris au cap d'Italie, la plupart de ses bâtiments sont coulés ou capturés et lui-même ne s'échappe qu'à grand'peine, avec les débris de sa flotte.
Polybe ne fournit aucun détail sur la composition de la flotte romaine, non plus que sur ses chefs ou la tactique employée. Il paraît cependant vraisemblable sur ce dernier point que la flotte romaine ne disposait pas ou n'a pas utilisé le corbeau, le pont agrippant avec lequel les navires romains s'arrimèrent aux galères carthaginoises à Mylae, car Polybe n'en fait pas mention.

## Source
- Polybe, Histoire, édition Gallimard  (ISBN 2070735397)
- (en) John Drogo Montagu, Battles of the Greek and Roman Worlds [détail des éditions]